# Dekanat lelowski
Dekanat lelowski – jeden z 33 dekanatów rzymskokatolickiej diecezji kieleckiej. Tworzy go 7 parafii:
- Irządze – pw. św. Wacława m.
- Kroczyce – pw. św. Jacka i św. Marii Magdaleny
- Lelów – pw. św. Marcina b. w.
- Nakło – pw. św. Mikołaja b. w.
- Pradła – pw. Matki Bożej Częstochowskiej
- Sokolniki – pw. Najświętszego Serca Jezusa
- Staromieście – pw. Wniebowzięcia NMP

## Historia
Początki dekanatu wiążą się z miejscowością Irządze, jego pierwszą siedzibą. Według spisu świętopietrza diecezji krakowskiej z 1326 na dekanat Idzrandza składały się następujące parafie: Idzrandza, Chromow, Podlesse, Chlobusco, Secocin, Potok, Kidow, Nakel, Pribinow, Negowa, Czanstacowa, Dlusecz, Goloczel, Lellow, Piltia, Lesnow, Rokidnow, Zarnowecz. W następnym roku dołączyła parafia Kebel. 1335 w spisie świętopietrza dekanat funkcjonował pod nazwą Lelów, by w następnych latach powrócić do nazwy Irządze, m.in. z nową parafią Strabicz. W połowie XV wieku dekanat Lelów liczył 22 parafii.
W dużej mierze powstały w 1392 roku powiat lelowski oparty był terytorialnie na obszarze dekanatu. Około 1600 roku parafii było 11 w miastach i 21 na wsiach.